# Liste des conseillers départementaux de la Haute-Savoie
Pour un article plus général, voir Conseil départemental de la Haute-Savoie.
Cet article présente la composition du Conseil départemental de la Haute-Savoie ainsi que ses élus pour la mandature 2021-2028. Pour les élus des mandatures précédentes, voir la liste des conseillers généraux de la Haute-Savoie.

Carte du département de la Haute-Savoie, par cantons selon le groupe de son élu.

## Composition du conseil départemental
| Président du Conseil départemental   |       |       |      |         |
| Martial Saddier (LR)                 |       |       |      |         |
| Parti                                | Sigle | Sigle | Élus | Groupes |
| Majorité (32 sièges)                 |       |       |      |         |
| Divers droite                        |       | DVD   | 14   |         |
| Les Républicains                     |       | LR    | 6    |         |
| Union de la droite                   |       | UD    | 6    |         |
| Mouvement démocrate                  |       | MoDem | 4    |         |
| Union des démocrates et indépendants |       | UDI   | 2    |         |
| Minorité (2 sièges)                  |       |       |      |         |
| Divers gauche                        |       | DVG   | 2    |         |

## Liste des conseillers départementaux[1]
| Canton                                                    | Conseiller Sortant        | Parti | Parti | Autres fonctions                                                                                                 |
| --------------------------------------------------------- | ------------------------- | ----- | ----- | --- |
| Canton d'Annecy-1                                         | Valérie Gonzo-Massol      |       | UDI   | |
| Canton d'Annecy-1                                         | François Daviet           |       | LR    | Conseiller municipal de La Balme-de-Sillingy                                                                     |
| Canton d'Annecy-2                                         | Myriam Lhuillier          |       | UDI   | |
| Canton d'Annecy-2                                         | Dominique Puthod          |       | UDI   | |
| Canton d'Annecy-3 (anciennement canton d'Annecy-le-Vieux) | Odile Mauris              |       | DVD   | Maire déléguée d'Annecy-le-Vieux                                                                                 |
| Canton d'Annecy-3 (anciennement canton d'Annecy-le-Vieux) | François Excoffier        |       | LR    | |
| Canton d'Annecy-4 (anciennement canton de Seynod)         | Magali Mugnier            |       | DVD   | Conseillère municipale d'Annecy                                                                                  |
| Canton d'Annecy-4 (anciennement canton de Seynod)         | Lionel Tardy              |       | LR    | |
| Canton d'Annemasse                                        | Estelle Bouchet           |       | DVG   | |
| Canton d'Annemasse                                        | Christian Verdonnet       |       | DVG   | Conseiller municipal d'Annemasse                                                                                 |
| Canton de Bonneville                                      | Agnès Gay                 |       | LR    | Adjointe au maire de Bonneville                                                                                  |
| Canton de Bonneville                                      | Martial Saddier           |       | LR    | Président du Conseil départemental de la Haute-Savoie                                                            |
| Canton de Cluses                                          | Marie-Antoinette Métral   |       | LR    | |
| Canton de Cluses                                          | Jean-Philippe Mas         |       | LR    | Maire de Cluses, Président de la Communauté de communes Cluses-Arve et Montagnes                                 |
| Canton d'Évian-les-Bains                                  | Josiane Lei               |       | LR    | Maire d'Évian-les-Bains, Présidente de la Communauté de communes du pays d'Évian                                 |
| Canton d'Évian-les-Bains                                  | Nicolas Rubin             |       | LR    | Maire de Châtel                                                                                                  |
| Canton de Faverges-Seythenex                              | Marie-Louise Donzel-Gonet |       | LR    | |
| Canton de Faverges-Seythenex                              | Marcel Cattaneo           |       | LR    | |
| Canton de Gaillard                                        | Marie-Claire Teppe-Roguet |       | LR    | Conseillère municipale de Bonne                                                                                  |
| Canton de Gaillard                                        | Bernard Boccard           |       | LR    | Maire de Cranves-Sales                                                                                           |
| Canton de La Roche-sur-Foron                              | Christelle Petex-Levet    |       | DVD   | Députée de la Haute-Savoie                                                                                       |
| Canton de La Roche-sur-Foron                              | David Ratsimba            |       | DVD   | Maire d'Etaux, Président de la Communauté de communes du Pays Rochois                                            |
| Canton du Mont-Blanc                                      | Aurore Termoz             |       | DVC   | Première adjointe au maire de Chamonix-Mont-Blanc, Conseillère communautaire de la Vallée de Chamonix-Mont-Blanc |
| Canton du Mont-Blanc                                      | Jean-Marc Peillex         |       | UDI   | Maire de Saint-Gervais-les-Bains, Président de la Communauté de communes Pays du Mont-Blanc                      |
| Canton de Rumilly                                         | Fabienne Duliège          |       | DVD   | Première adjointe au maire de Saint-Félix                                                                        |
| Canton de Rumilly                                         | Daniel Déplante           |       | DVD   | Premier adjoint au maire de Rumilly                                                                              |
| Canton de Saint-Julien-en-Genevois                        | Virginie Duby-Muller      |       | LR    | Députée de la Haute-Savoie                                                                                       |
| Canton de Saint-Julien-en-Genevois                        | Gérard Lambert            |       | LR    | Maire de Seyssel                                                                                                 |
| Canton de Sallanches                                      | Catherine Jullien-Brèches |       | LR    | Maire de Megève                                                                                                  |
| Canton de Sallanches                                      | Georges Morand            |       | LR    | Maire de Sallanches, Vice-président de la Communauté de communes Pays du Mont-Blanc                              |
| Canton de Sciez                                           | Chrystelle Beurrier       |       | LR    | Maire d'Excenevex                                                                                                |
| Canton de Sciez                                           | Joël Baud-Grasset         |       | LR    | Conseiller municipal de Bogève                                                                                   |
| Canton de Thonon-les-Bains                                | Patricia Mahut            |       | LREM  | |
| Canton de Thonon-les-Bains                                | Richard Baud              |       | DVD   | Adjoint au maire de Thonon-les-Bains                                                                             |